# Parasymmerus annamaryae
Parasymmerus annamaryae är en kräftdjursart som beskrevs av Brusca och Wallerstein 1979. Parasymmerus annamaryae ingår i släktet Parasymmerus och familjen tånglöss. Inga underarter finns listade i Catalogue of Life.